# 海因·奥特斯佩尔
海因·奥特斯佩尔（荷蘭語：Hein Otterspeer，1988年11月11日—），荷兰男子速度滑冰运动员，2015年世界短距离速度滑冰锦标赛男子银牌得主、2023年世界单程距离速度滑冰锦标赛男子团体竞速赛银牌得主。